# Annunciazione (Angelico Prado)
L'Annunciazione è un'opera di fra Giovanni da Fiesole detto Beato Angelico (tempera su tavola, 154x194 cm il pannello centrale, 194x194 compresa la predella) conservata nel Museo del Prado a Madrid e databile alla metà degli anni trenta del Quattrocento. L'opera è probabilmente la terza di una serie di tre grandi tavole dell'Annunciazione dipinte dall'Angelico negli anni trenta del Quattrocento; le altre due sono l'Annunciazione di Cortona e l'Annunciazione di San Giovanni Valdarno. La datazione non è però concorde ed alcuni storici dell'arte invertono la serie, proponendo la tavola del Prado come la prima.

## Storia
L'opera venne dipinta per il convento di San Domenico dove era frate lo stesso Angelico ed era una delle tre grandi pale d'altare di sua mano che decoravano la chiesa, con la Pala di Fiesole sull'altare maggiore (la più antica, 1424-25, e l'unica ancora in sede, sebbene ora in una cappella laterale) e l'Incoronazione della Vergine del Louvre (1424-1435 circa).
Entro il 1435, quando i lavori al convento dovevano essere conclusi, la pala doveva essere terminata. Ceduta, entrò poi nelle collezioni reali della monarchia spagnola e da qui al Prado.

## Descrizione e stile

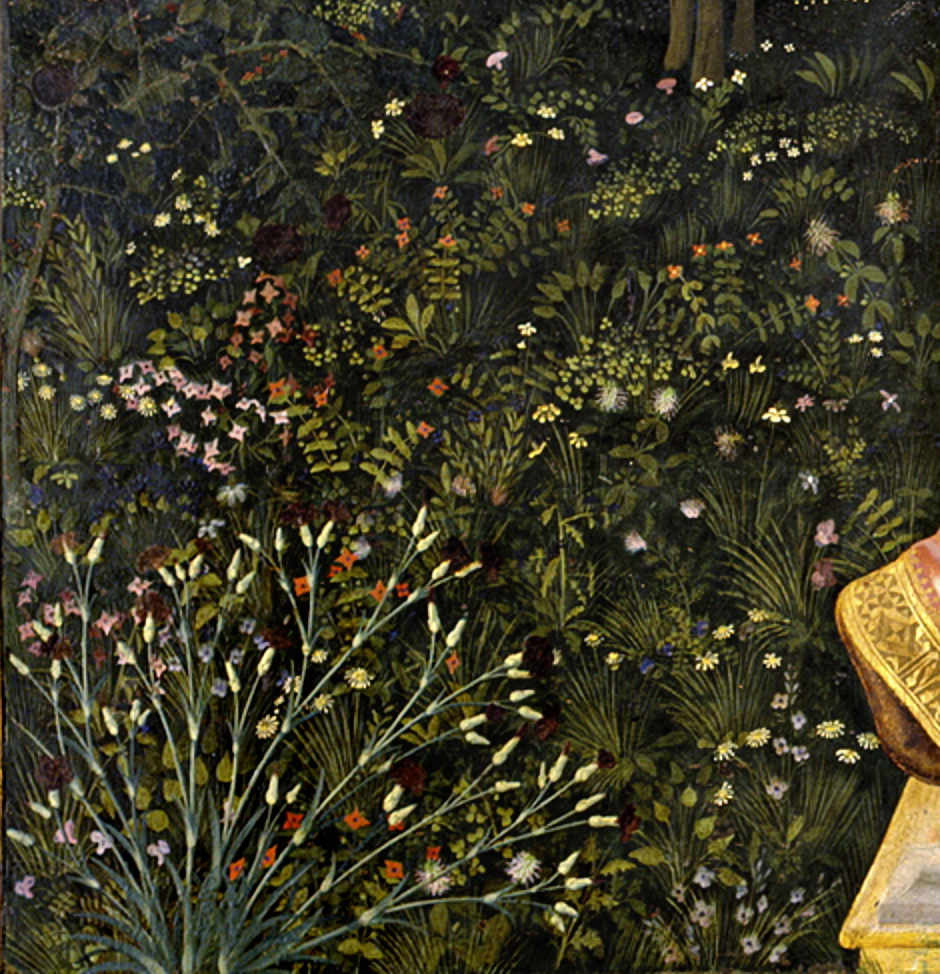
Il prato, dettaglio

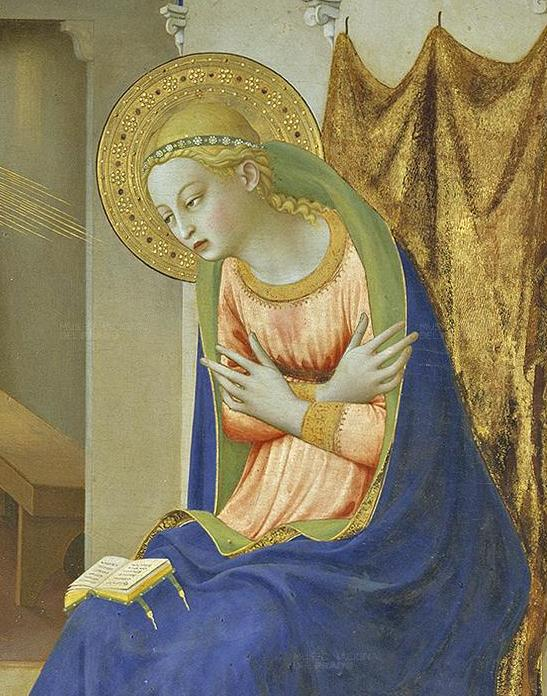
La Vergine, dettaglio

La scena è composta in maniera simile alle altre due Annunciazioni, con alcune differenze. Come nell'Annunciazione cortonese la superficie dipinta è tripartita in tre zone (il giardino, l'arcata dell'Angelo e l'arcata della Vergine), ma come nell'Annunciazione di San Giovanni il punto di fuga è all'interno della casa invece che all'esterno, concentrando maggiormente l'attenzione dello spettatore sull'Annunciazione. Ne risultavano meno evidenti Adamo ed Eva cacciati dal Paradiso terrestre, che nella pala cortonese sono vicini al punto di fuga, per questo l'Angelico ingrandì le loro figure notevolmente.
Essi, come nelle altre due opere, si muovono in un giardino fiorito allusivo alla verginità di Maria ("hortus conclusus"), popolato da una moltitudine di piante e pianticelle dipinte con grande cura. Tra le specie legate a valori simbolici si riconoscono la palma, che ricorda il futuro martirio di Cristo, e le rose rosse, che richiamano il sangue della Passione di Cristo. La presenza di Adamo ed Eva sottolinea il ciclo della dannazione dell'umanità, ricomposta tramite la salvezza in Cristo, resa possibile dall'accettazione di Maria.
Dall'angolo in alto a sinistra scende un raggio di luce divina che, attraverso la colomba dello Spirito Santo, va ad illuminare la Vergine, che si piega accettando remissivamente il suo incarico. Essa è seduta su un seggio coperto da un ricco drappo che funge anche da tappeto, ed ha sulle ginocchia un libro aperto, simbolo delle Scritture che si avverano.
L'Angelo è simile nella posa e nella veste all'opera di San Giovanni, anche se la sua figura appare più statica e le pieghe della veste più schematiche, frutto forse del pennello di un collaboratore.
La scena si svolge in un portico rinascimentale con arcate leggere scorciate con sapienza in prospettiva, che ricordano l'architettura di Michelozzo. La luce appare unificata, a differenza della pala di Cortona, e proviene da sinistra verso destra per tutti gli elementi.
L'effetto di insieme è quello di una descrizione epidermica e preziosa dei vari dettagli, con il ricorso a colori brillanti e freddi, quasi cristallizzati, nelle armonie cangianti degli azzurri e dei rosa.

## Predella
Nella predella si trovano cinque scene della vita di Maria (la Nascita e Sposalizio, la Visitazione, l'Adorazione dei Magi, la Presentazione al Tempio, la Dormizione) nelle quali il maestro lavorò con maggiore libertà compositiva, meno vincolato dall'osservanza alla tradizione iconografica nella scena principale.
Lo Sposalizio presenta lo sfondo di una chiesa rinascimentale con portico, mentre la Visitazione mostra una loggia in tralice, scorciata abilmente. Questa scena non raggiunge però la vivida espressione di fatica nella donna che risale il crinale come nella predella dell'Annunciazione di Cortona. L'Adorazione dei Magi invece è originalissima e mostra l'innovativa iconografia frontale, ben prima della rivoluzione di Botticelli (Adorazione dei Magi degli Uffizi, 1475 circa), evidenziata dall'ardito scorcio prospettico delle rovine della capanna. Qui si nota bene anche l'uso della luce distintivo di Beato Angelico, che crea un'illuminazione diafana e cristallina, che modella i volumi al posto del chiaroscuro, esalta l'armonia dei colori e collabora ad unificare le scene.
La scena successiva della Presentazione è ancora più innovativa, con l'ambientazione posta in un tempio circolare che sembra essere proiettato, come attraverso una lente, verso lo spettatore, perfezionando uno schema già presente nella Presentazione al Tempio di Gentile da Fabriano. La Dormitio è la scena più tradizionale, anche se notevole è l'invenzione dell'avvallamento tra i monti dello sfondo, che crea un canale prospettico per la strada celeste tesa dagli angeli in alto.
Predella della Pala dell'Annunciazione del Prado